# Walther Hermann Richard Horn
Walther Hermann Richard Horn (15 de octubre de 1871, Berlín - 10 de julio de 1939, ibíd.) fue un médico, y entomólogo alemán. Sus colecciones se hallan en el Instituto Germano de Entomología.

## Algunas publicaciones
- 1890. Fam. Throscidae, Eucnemidae (part), pp. 193–256. in: F. D. Godman and O. Salvin (eds), Biologia Centrali-Americana. Insecta, Coleoptera, v. III. Part 1. Porter, Londres
- 1894. Fam. Eucnemidae (part) in: F. D. Godman and O. Salvin (eds), Biologia Centrali-Americana. Insecta, Coleoptera, v. III. Part 1. Porter, Londres
- 1903. Zur Kenntnis der paläarktischen Cicindelen. Münchener koleopterologische Zeitschrift, 1(4):337-346.
- 1908. Coleoptera Adephaga. Fam. Carabidae Subfam. Cicindelinae. En: Wytsman, P. (ed.), Genera Insectorum. Fascicule 82A. P. Wytsman, Bruselas, pp. 1–104, pls. 1–5.
- 1910. Coleoptera Adephaga. Fam. Carabidae Subfam. Cicindelinae. in: Wytsman, P. (ed.), Genera Insectorum. Fascicule 82B. P. Wytsman, Bruselas, pp. 105–208, pls. 6–15.
- 1915. Coleoptera Adephaga. Fam. Carabidae Subfam. Cicindelinae. in: Wytsman, P. (ed.), Genera Insectorum. Fascicule 82C. P. Wytsman, Bruselas, pp. 209–486, pls. 16–23
- 1926. Pars 86. Carabidae: Cicindelinae. IN: S. Schenkling (ed.), Coleopterorum Catalogus. W. Junk, Berlín, 345 pp.

## Colecciones
Sus Cicindelidae mundiales incluyendo larvas y Coleoptera de África del Norte (1896), Ceilán (1899), Norte y Sudamérica (1902), y del golfo Pérsico (1926) se conservan en el Instituto Germano de Entomología.

## Abreviatura (zoología)
La abreviatura Horn  se emplea para indicar a Walther Hermann Richard Horn como autoridad en la descripción y taxonomía en zoología.